# Ingeniería de telecomunicaciones

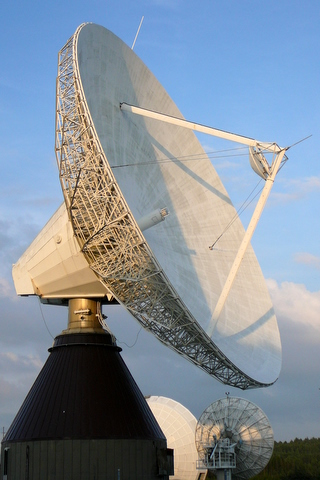
Antena para la transmisión de señales electromagnéticas.

La ingeniería de telecomunicación (también, ingeniería de telecomunicaciones, ingeniería en telecomunicación, ingeniería en telecomunicaciones) es la rama de la ingeniería que le concierne el diseño, la construcción, la operación y la administración de sistemas y redes de transmisión de señales como voz, imágenes y videos. Es la disciplina de aplicación de la telecomunicación, término que se refiere a la comunicación a distancia, generalmente a través de la propagación de ondas electromagnéticas y ópticas. Esto incluye muchas tecnologías, como radio, televisión, teléfono, comunicaciones de datos y redes informáticas como Internet. La definición dada por la Unión Internacional de Telecomunicaciones (ITU, del inglés International Telecommunication Union) para telecomunicación es toda emisión, transmisión y recepción de signos, señales, escritos e imágenes, sonidos e informaciones de cualquier naturaleza, por hilo, radioelectricidad, medios ópticos u otros sistemas electromagnéticos.

## Estructura de un sistema de telecomunicaciones
Un sistema de telecomunicaciones está compuesto por el emisor de información, el canal de transmisión y el receptor de la información. El emisor es un dispositivo que transforma o codifica el mensaje en un fenómeno físico: la señal. El canal o medio transmite dicha señal, y el receptor hace el proceso inverso al emisor para obtener la información.
Las funciones del emisor siempre implican de uno u otro modo la codificación de la información y su adaptación al canal. El canal de transmisión, por razones físicas, modifica o degrada de algún modo la señal en su trayecto. El receptor ha de realizar las funciones de detectar la señal, recomponerla y decodificarla con el fin de extraer la información. En este proceso siempre existe una posibilidad de error, que la ingeniería de telecomunicación trata de minimizar.
A modo de ejemplo familiar de un sistema de telecomunicación podemos considerar la comunicación vocal entre personas. Este caso podemos descomponerlo así:
- El emisor: persona que habla. La consciencia de una persona quiere transmitir un mensaje (idea o concepto), el cerebro lo codifica en palabras de un idioma y se lo "envía" a la boca para que lo pronuncie, quedando finalmente codificado en una serie de sonidos producidos por las cuerdas vocales y órganos de fonación.
- El medio está compuesto por la capa de aire que existe entre los dos intervinientes. Por él transcurren las vibraciones emitidas, que pueden ser afectadas de distintas maneras por ruido ambiente, ecos, otras conversaciones...
- El receptor está compuesto por el conjunto oído/cerebro. El oído convierte las vibraciones a impulsos eléctricos, que son procesados por el [cerebro] con el fin de extraer el mensaje, del que informa a la "conciencia".

En otros casos, a modo de ejemplo, la comunicación se puede realizar entre faxes, teléfonos, teclado-impresora, cámara-pantalla... y el canal de comunicación puede estar compuesto por hilos, ondas de radio, fibra óptica, satélite...
Según el sentido de la transmisión, puede clasificarse la comunicación en unidireccional (del emisor al receptor) u bidireccional (comunicación en ambos sentidos).
La topología de una telecomunicación puede ser punto a punto y punto a multipunto (llamada difusión en el caso extremo con muchos receptores y con transmisión unidireccional).
El problema intrínseco de la comunicación se presenta cuando queremos transmitir información de manera rápida o entre dos puntos lejanos, o ambas cosas a la vez. Ese es el caso que ha hecho desarrollar la ingeniería de telecomunicación.

## Campos de acción
Una definición general que permite aproximarse al perfil de un Ingeniero concibe al mismo como el profesional que, con una sólida base en ciencias básicas, puede integrar y proyectar los principios de la ingeniería para plantear soluciones a problemas del ámbito tecnológico usando como herramientas la formulación de modelos matemáticos, el diseño y el cálculo.
En particular, el Ingeniero de Telecomunicación puede definirse como un profesional cuya formación lo faculta para planificar, proyectar, diseñar y calcular sistemas, redes y servicios de generación, transmisión, detección, manejo y gestión de telecomunicaciones . Incluye también una sólida formación en las áreas de la administración y economía que lo habilitan para dirigir, organizar y explotar servicios de telecomunicaciones y para ejecutar, supervisar y evaluar proyectos relacionados con el área.
- Uno de los papeles del ingeniero de telecomunicación en cuanto al diseño de nuevos sistemas de comunicación es analizar las propiedades físicas del medio de transmisión.
- El profesional ocupa hoy en día las redes digitales y analógicas a lo largo y ancho del planeta (océanos incluidos) donde existan personas que necesiten comunicarse.
- Su tarea es diseñar, instalar, operar y mantener equipos y redes de difusión de Radio y Televisión, Redes Telefónicas fijas (pares y coaxiales de cobre), teléfonos móviles y Globales mediante teléfonos satelitales, redes de comunicación de datos privadas y públicas.

Se utilizan todos los medios disponibles, cobre, fibra óptica, radios y satélites, logrando redes escalables y racionalizando las inversiones de infraestructura.
En los tres últimos años, las redes que más crecieron en capilaridad y capacidad de transporte son las redes de telefonía celular y de transporte de Internet, las que utilizan todos las tecnologías antes citadas. Creando una revolución en las comunicaciones entre personas e instituciones como jamás ha disfrutado la humanidad, permitiendo una globalización y democratización de la cultura.
Otro aspecto de las telecomunicaciones es la progresiva informatización de la actividad humana, posibilitando el crecimiento de las demás ramas del saber y actividad humanas. Si bien todavía tenemos casos donde muchos países no pueden desplegarse redes de comunicaciones y otros donde se ejerce la censura, el futuro es prometedor.
Los sistemas de comunicaciones están diseñados para comunicarse a través de órganos sensoriales humanos (principalmente los de percepción visual y percepción sonora), en los cuales se tiene en cuenta las características psicológicas y fisiológicas de la percepción humana, el ejemplo más común que podemos citar el sonido de campanilla que escuchamos cuando llamamos por teléfono, si bien técnicamente no es necesario si lo necesita la persona que espera ser atendida. Por otra parte los sistemas se diseñan utilizando la capacidad de nuestros órganos sensoriales de integrar la información, como ejemplo la transmisión de televisión que utiliza la remanencia visual de los ojos para transmitir menos información, abaratando el costo de los receptores y transmisores. Lo mismo sucede con la telefonía celular y la comunicación por VoIP utilizando internet como vínculo de bajo costo.
Hoy en día, en países cuyos habitantes poseen un mayor poder adquisitivo, ante ciertos tipos de defectos, a pesar de ser objetivamente razonables en función del costo beneficio, reclaman a los operadores una mayor banda ancha en servicios de internet, mayor calidad y sofisticación de telefonía celular como 3G, 4G, equipos de interfaz más sofisticados con más y mejores funciones. Un ejemplo son los teléfonos celulares, que hoy pueden incluir: captura de video, cámara fotográfica, variedad de tonos de alerta, vibrador, trunking, grabador de voz, internet por WiMax, agenda y capacidad de realizar pagos como una tarjeta de crédito.
De todos modos existe un compromiso entre reducción de costes y las demandas de los usuarios de sistemas de gran calidad, lo que consiste una importante consideración de cara al diseño de estos sistemas por parte de los grandes operadores de telecomunicaciones que deberán seguir indefectiblemente las regulaciones de los distintos gobiernos y de los organismos internacionales como La ITU.

## Áreas de conocimiento
En España, el estudio de la ingeniería de telecomunicación está descompuesto en cuatro itinerarios, que estudian todas las áreas de conocimiento:

### Sistemas de telecomunicación
El grado con itinerario en sistemas de telecomunicación estudia la planificación, desarrollo y gestión de proyectos para el diseño, concepción, despliegue, supervisión y explotación de:
- Redes, servicios y aplicaciones de telecomunicaciones.
- Sistemas de transmisión (cable y fibra óptica, incluidos medios y equipos de comunicación)
- Sistemas de comunicación radio (radiodifusión, redes inalámbricas, sistemas de satélites, sistemas móviles, radar y radiodeterminación)
- Circuitos RF y microondas (antenas y sistemas radiantes), además de técnicas de información y procesamiento de señales.

### Sistemas electrónicos
El grado con itinerario en sistemas electrónicos estudia:
- La  planificación, desarrollo y gestión de proyectos para el diseño, concepción, despliegue y explotación de redes, servicios y aplicaciones de

telecomunicaciones.
- Caracterización y utilización de componentes electrónicos (transistores, diodos, circuitos integrados, microprocesadores).
- Diseño y producción de circuitos para aplicaciones en electrónica profesional y de consumo
- Programación y verificación de sistemas y productos electrónicos para las tecnologías de la información y la comunicación (teléfonos móviles,

televisión digital terrestre, ordenadores...)
- Diseño y operación de sistemas de medición automatizados, análisis de señales y control de instalaciones y equipos

### Telemática
El grado con itinerario en telemática estudia:
- La planificación, desarrollo y gestión de proyectos para el diseño, concepción, despliegue y explotación de redes, redes de comunicación basadas en

ordenadores, servicios y aplicaciones de telecomunicaciones.
- Diseño, operación, implementación y gestión de redes de comunicación públicas y privadas (en general, servicios y aplicaciones basadas en redes

telemáticas)
- Especificación, diseño, desarrollo, mantenimiento y despliegue de elementos de conmutación y protocolos para la interconexión de usuarios a través

de diferentes medios de transmisión.

### Sonido e imagen
El grado con itinerario en sonido e imagen estudia:
- La  planificación, desarrollo y gestión de proyectos para el diseño, concepción, despliegue y explotación de redes, servicios y aplicaciones de

telecomunicaciones
- El análisis, especificación, diseño y mantenimiento de sistemas y equipos de audio y video, así como el uso de técnicas y herramientas de

procesamiento de audio y video para codificar, transmitir, recibir y procesar información en cualquier medio (internet, comunicaciones móviles, 
redes físicas)
- El diseño de salas de producción y grabación de audio y video.
- El diseño de control de ruido y control de vibraciones, así como la caracterización del ruido ambiental.
- El diseño de sistemas de aislamiento acústico y de transductores electroacústicos

Las titulaciones de ingeniería de telecomunicación deben reunir una serie de competencias específicas con objeto de capacitar a sus estudiantes para ejercer la profesión regulada de ingeniero técnico de telecomunicación.

## Asignaturas
Algunas de las asignaturas estudiadas en el grado son las siguientes: 

### Asignaturas de formación básica comunes para todas las ingenierías
- Física (General, clásica y moderna, y específica de propagación de ondas)
- Programación (General y orientada a objetos, suele ser C y Java)
- Matemáticas (Álgebra, cálculo y ecuaciones diferenciales)
- Análisis de Circuitos (Corriente continua y corriente alterna, regímenes transitorio y permanente)
- Electrónica Básica (Componentes y circuitos amplificadores básicos. Cálculo de ganancias a partir de equivalentes de pequeña señal. Amplificadores operacionales)
- Señales y Sistemas (Tanto en tiempo continuo como discreto. Transformada de Fourier)
- Computadores (Arquitecturas básicas y programación en lenguaje ensamblador. Arquitecturas de Harvard y Von Neumann)

### Asignaturas de formación común de telecomunicación
- Electrónica Digital
- Electrónica Analógica
- Teoría de la Comunicación
- Redes
- Tratamiento Digital de la Señal
- Normativa y servicios de telecomunicación
- Comunicaciones ópticas
- Administración de empresas

### Asignaturas propias de cada itinerario
- Sistemas de Telecomunicación
  - Electrónica de comunicaciones
  - Sistemas de Telecomunicación
  - Radiocomunicaciones
  - Microondas
  - Subsistemas de Radiofrecuencia
  - Comunicaciones Móviles

- Telemática
  - Redes corporativas
  - Seguridad en sistemas y redes de telecomunicación
  - Computación en la red
  - Redes de comunicaciones móviles
  - Ingeniería WEB
  - Centros de dato y provisión de servicios

- Sistemas Electrónicos
  - Sistemas electrónicos de control
  - Fabricación de equipos electrónicos
  - Arquitectura de procesadores
  - Sistemas electrónicos analógicos y mixtos
  - Diseño de sistemas electrónicos digitales
  - Sistemas para la conectividad

- Sonido e Imagen
  - Acústica
  - Tratamiento digital de Audio
  - Tratamiento digital de imágenes
  - Televisión
  - Sistemas audiovisuales avanzados
  - Ultrasonidos

## Historia
Obviando posibles predecesores en la mitología griega, la mensajería a caballo y las señales de humo, la ingeniería de telecomunicación tal y como se concibe actualmente empezó con la telegrafía. Desde sus inicios ha estado profundamente unida a la electrónica de señal.
Estos son algunos hitos históricos en los que ha sido determinante la ingeniería de telecomunicación, acontecidos la gran mayoría en el siglo XX, contribuyendo a la era digital:
- desarrollo del telégrafo y el teléfono
- la radio y la televisión
- el radar
- el desarrollo de satélites de comunicaciones
- sistemas de radionavegación marítima y aeronáutica
- la transición de la televisión en blanco y negro a la televisión en color sin pérdida de compatibilidad
- la digitalización de las redes de conmutación telefónica
- el desarrollo de la telefonía móvil
- el desarrollo de diferentes sistemas de posicionamiento global
- el desarrollo de redes telemáticas de comunicación de datos entre ordenadores y la red internet
- el desarrollo de la televisión IP

En los últimos años y aprovechándose del desarrollo en el campo de la informática, ha experimentado un auge muy notable, inventando nuevas ramas basadas en los sistemas digitales de emisión y recepción, como la telemática y la telefonía móvil. La penetración de las tecnologías de la información y la comunicación (TIC) a nivel mundial sigue imparable, aunque de forma desequilibrada en los continentes, con 4 000 millones de suscripciones a la telefonía móvil, 1 300 millones a líneas fijas y cerca de un cuarto de la población a internet.

## Regulación y atribuciones profesionales
La regulación en España se establece a través de varias normativas. La Orden CIN/355/2009 establece los requisitos de los planes de estudios que conducen a esta profesión. Los estatutos del Colegio Oficial de Ingenieros de Telecomunicación establecen la colegiación como requisito indispensable para su ejercicio en España.
Los ingenieros de telecomunicación tienen atribuciones para la firma de proyectos y direcciones de obra, tanto en el ámbito civil como en la edificación. Los proyectos más habituales firmados por ingenieros de telecomunicación son los relacionados con las infraestructuras para el despliegue de redes de telecomunicaciones en dominio público y privado, así como todos los relacionados con el uso del espectro radioeléctrico.

## Patronazgo
En las áreas culturales influidas por la tradición cristiana, el santo patrón de los ingenieros de telecomunicación, del telégrafo, del teléfono, de la radio y de la televisión es el arcángel Gabriel, cuya festividad se festeja cada 29 de septiembre. San Gabriel, que además es patrón de los servicios diplomáticos, filatélicos y radiólogos, es patrón de las telecomunicaciones desde que el 12 de enero de 1951 el papa Pío XII nombró al ángel patrón de la radio y las comunicaciones.